# Diphyus ferrugator
Diphyus ferrugator là một loài tò vò trong họ Ichneumonidae.